# Estación Formosa
Formosa es una estación de ferrocarril ubicada en la ciudad Formosa, capital de la provincia de Formosa, Argentina.
La estación fue abierta al tránsito de trenes en 1910 por el Ferrocarril Central Norte Argentino.
En su edificio se encuentra un Museo del Ferrocarril y un paseo peatonal.

## Servicios
No presta servicios de pasajeros ni de cargas desde 1993. Sus vías e instalaciones pertenecen al Ferrocarril General Belgrano, y se encuentran a cargo de la empresa estatal Trenes Argentinos Cargas.

## Imágenes

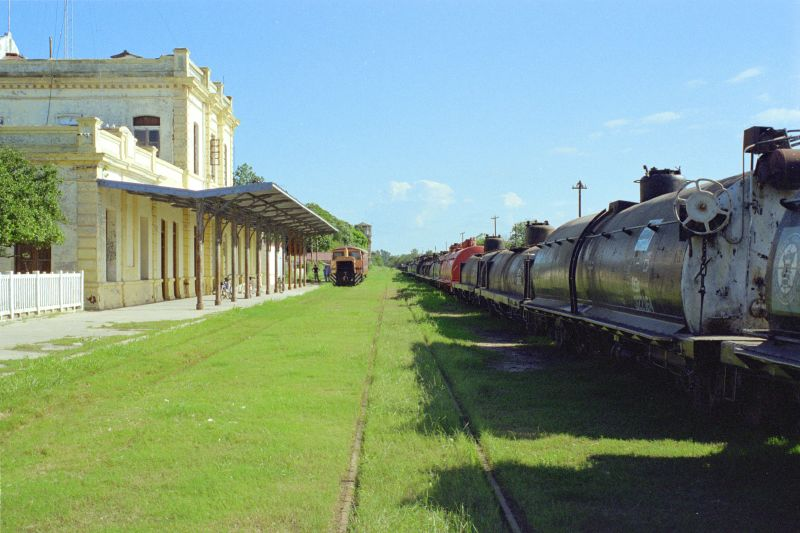
Estación Formosa